# J. J. Malone

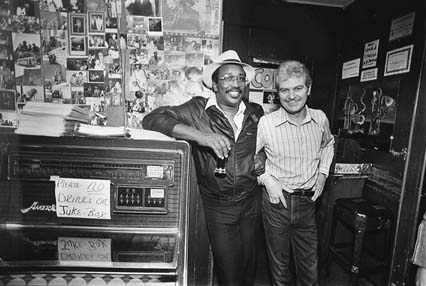
Malone und Troyce Key, Eli’s Mile High Club, Oakland, Kalifornien (Foto: Mark Sarfati)

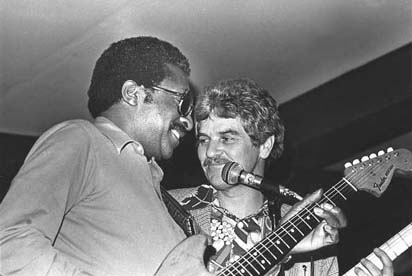
Troyce Key und Malone (Foto: Mark Sarfati)

John Jacob „J. J.“ Malone (* 20. August 1935 in Pete’s Corner, Alabama, USA; † 20. Februar 2004 in Hawaii, USA) war ein US-amerikanischer Blues-Gitarrist, Sänger und Keyboarder. Er wird dem West Coast Blues zugerechnet.

## Biografie
Malone wurde in Pete’s Corner, Alabama, geboren. Er sang in der Kirche und lernte Mundharmonika, Gitarre und Klavier spielen. Er hatte zumindest zwei Brüder, Joseph (1920–1984) und James Eddie (1926–2006). Nachdem er 1966 nach Kalifornien gezogen war, fand er eine Anstellung in der Musikindustrie und hatte lokale Hit-Singles mit It’s a Shame, One Step Away und Danger Zone. Malone lernte den Plattenproduzenten Ray Shanklin kennen und wurde Ende der 1960er und Anfang der 1970er Jahre als Geschäftsführer beim Musiklabel Fantasy Records und dessen Tochtergesellschaft Galaxy Records angestellt. Bei Galaxy arbeitete Malone mit Little Johnny Taylor, Big Mama Thornton, Sonny Rhodes und Creedence Clearwater Revival. Zusammen mit dem Sänger und Gitarristen Troyce Key kaufte er Eli’s Mile High Club, einen Nachtclub im Norden von Oakland, Kalifornien. In den 1980er Jahren trat das Duo beim San Francisco Blues Festival auf.
Malone ist zusammen mit Key auf den Alben I’ve Gotta a New Car (1980, Red Lightnin’ Records) und Younger Than Yesterday (1981, Red Lightnin’) zu hören. Malone trat in den 1980er Jahren wieder als Solokünstler auf und machte bis 2001 weitere Aufnahmen.
J. J. Malone starb im Februar 2004 im Alter von 68 Jahren in Hawaii an Krebs. Er wurde am 2. März 2004 neben seinem Vater auf dem Ragland Cemetery im Limestone County (Alabama) beigesetzt.

## Diskografie
- 1981: The Enemy Called Hate (Cherry)
- 1997: Highway 99 (Fedora)
- 1999: See Me Early in the Mornin’ (Fedora)
- 2001: And the Band Played On (Blues Express)